# Золотухина, Наталья Олеговна
Ната́лья Оле́говна Золоту́хина (укр. Наталія Олегівна Золотухіна; род. 4 января 1985, Харьков) — украинская легкоатлетка, специалистка по метанию молота. Выступала на профессиональном уровне в 1999—2021 годах, двукратная бронзовая призёрка чемпионатов Европы среди молодёжи, четырёхкратная чемпионка Украины, участница летних Олимпийских игр в Рио-де-Жанейро.

## Биография
Наталья Золотухина родилась 4 января 1985 года в Харькове, Украинская ССР. Впоследствии на соревнованиях представляла Черкасскую область.
Впервые заявила о себе в лёгкой атлетике на международном уровне в сезоне 2001 года, когда вошла в состав украинской сборной и выступила на юношеском мировом первенстве в Дебрецене, где в зачёте метания молота стала пятой.
В 2002 году в той же дисциплине заняла седьмое место на юниорском мировом первенстве в Кингстоне.
В 2003 году была пятой на юниорском европейском первенстве в Тампере.
В 2004 году закрыла десятку сильнейших юниорского мирового первенства в Гроссето.
В 2005 году выиграла бронзовую медаль на молодёжном европейском первенстве в Эрфурте, уступив в финале только россиянке Екатерине Хороших и немке Бетти Хайдлер. На чемпионате мира в Хельсинки в финал не вышла.
На чемпионате Европы 2006 года в Гётеборге стала в своей дисциплине десятой.
В 2007 году выиграла чемпионат Украины в Донецке, завоевала бронзовую награду на молодёжном европейском первенстве в Дебрецене, метала молот на чемпионате мира в Осаке.
На чемпионате мира 2009 года в Берлине так же выйти в финал не смогла.
В 2010 году вновь стала чемпионкой Украины в метании молота, заняла десятое место на чемпионате Европы в Барселоне.
В 2011 году была лучшей на чемпионате Украины в Донецке, тогда как на турнире в Умани установила свой личный рекорд в метании молота — 72,22 метра. Выступила на чемпионате мира в Тэгу.
В 2013 году снова отметилась победой на чемпионате Украины в Донецке, став таким образом четырёхкратной чемпионкой страны.
Благодаря череде успешных выступлений в 2016 году удостоилась права защищать честь страны на летних Олимпийских играх в Рио-де-Жанейро — в ходе предварительного квалификационного этапа метнула молот на 56,96 метра, чего оказалось недостаточно для выхода в финал.
Завершила спортивную карьеру по окончании сезона 2021 года.